# اکشن سنتر
اکشن سنتر (انگلیسی: Action Center) یک مرکز اطلاع‌رسانی است که در ویندوز فون ۸٫۱، ویندوز ۱۰ و ویندوز ۱۰ موبایل وجود دارد. این قابلیت نخستین‌بار با ویندوز فون ۸٫۱ در ژوئیه ۲۰۱۴ معرفی شد و با راه اندازی ویندوز ۱۰ در ۲۹ ژوئیه ۲۰۱۵ بر روی دسکتاپ آمد.
اکشن سنتر جایگزین چارم‌های موجود ویندوز ۱۰ می‌شود.